# Cilunculus antillensis
Cilunculus antillensis là một loài nhện biển trong họ Ammotheidae. Loài này thuộc chi Cilunculus. Cilunculus antillensis được miêu tả khoa học năm 1955 bởi Stock.